# Hyalaethea metaphaea
Hyalaethea metaphaea là một loài bướm đêm thuộc phân họ Arctiinae, họ Erebidae.